# Tunde Adisa
Tunde Adisa es un deportista nigeriano que compitió en tenis de mesa adaptado. Ganó una medalla de oro en los Juegos Paralímpicos de Sídney 2000 en la prueba de equipo (clase 9).

## Palmarés internacional
| Juegos Paralímpicos | Juegos Paralímpicos | Juegos Paralímpicos | Juegos Paralímpicos |
| Año                 | Lugar               | Medalla             | Prueba              |
| ------------------- | ------------------- | ------------------- | ------------------- |
| 2000                | Sídney (Australia)  | Medalla de oro      | Equipo 9            |